# Winnebago (Volk)

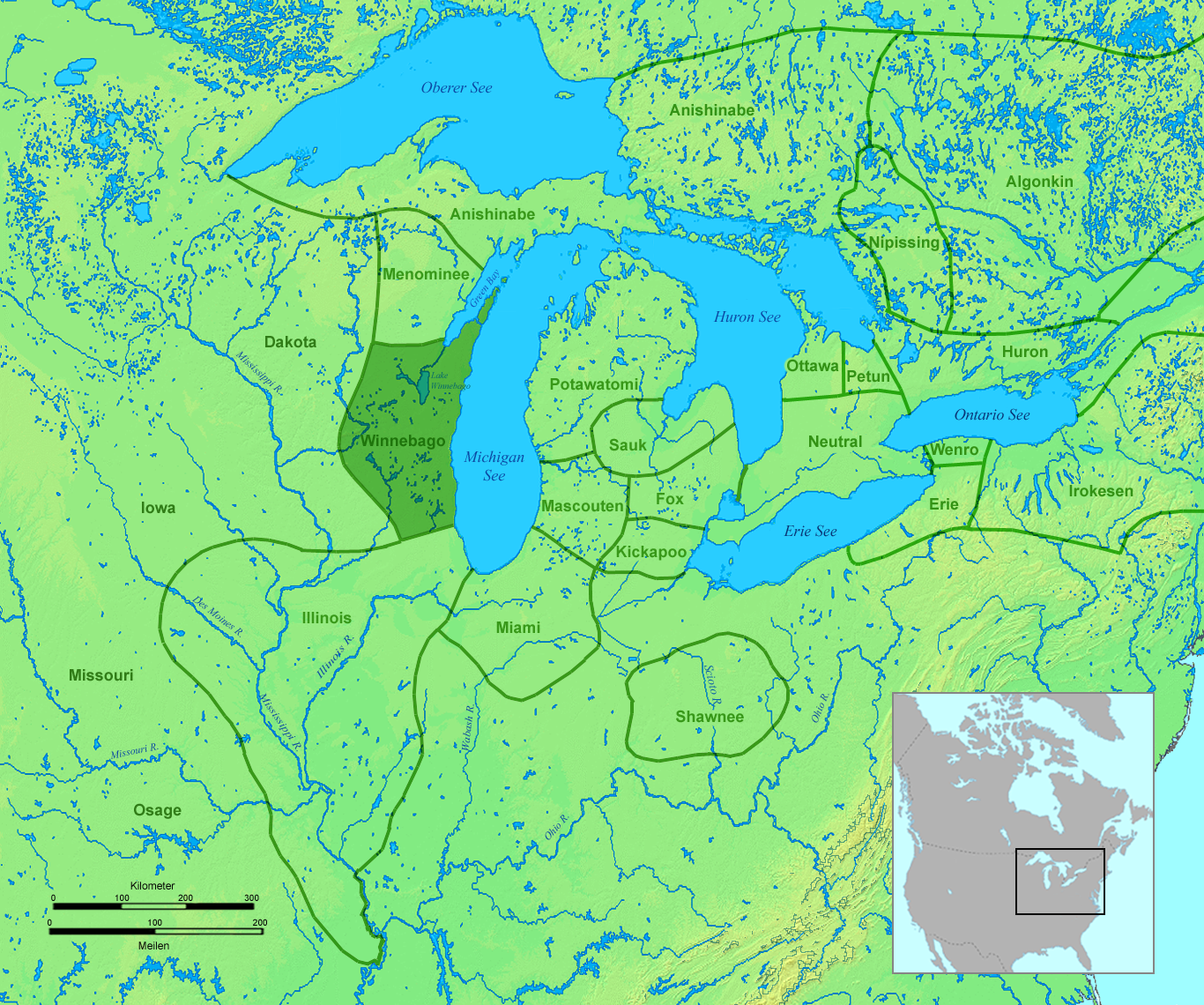
Wohn- und Jagdgebiet der Winnebago vor 1650

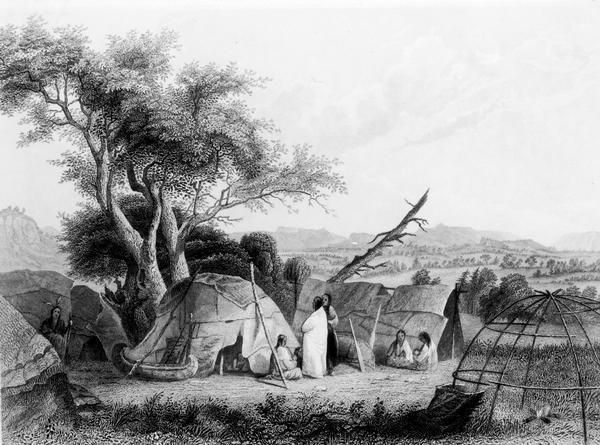
Winnebago-Wigwam (Chipoteke), ca. 1852

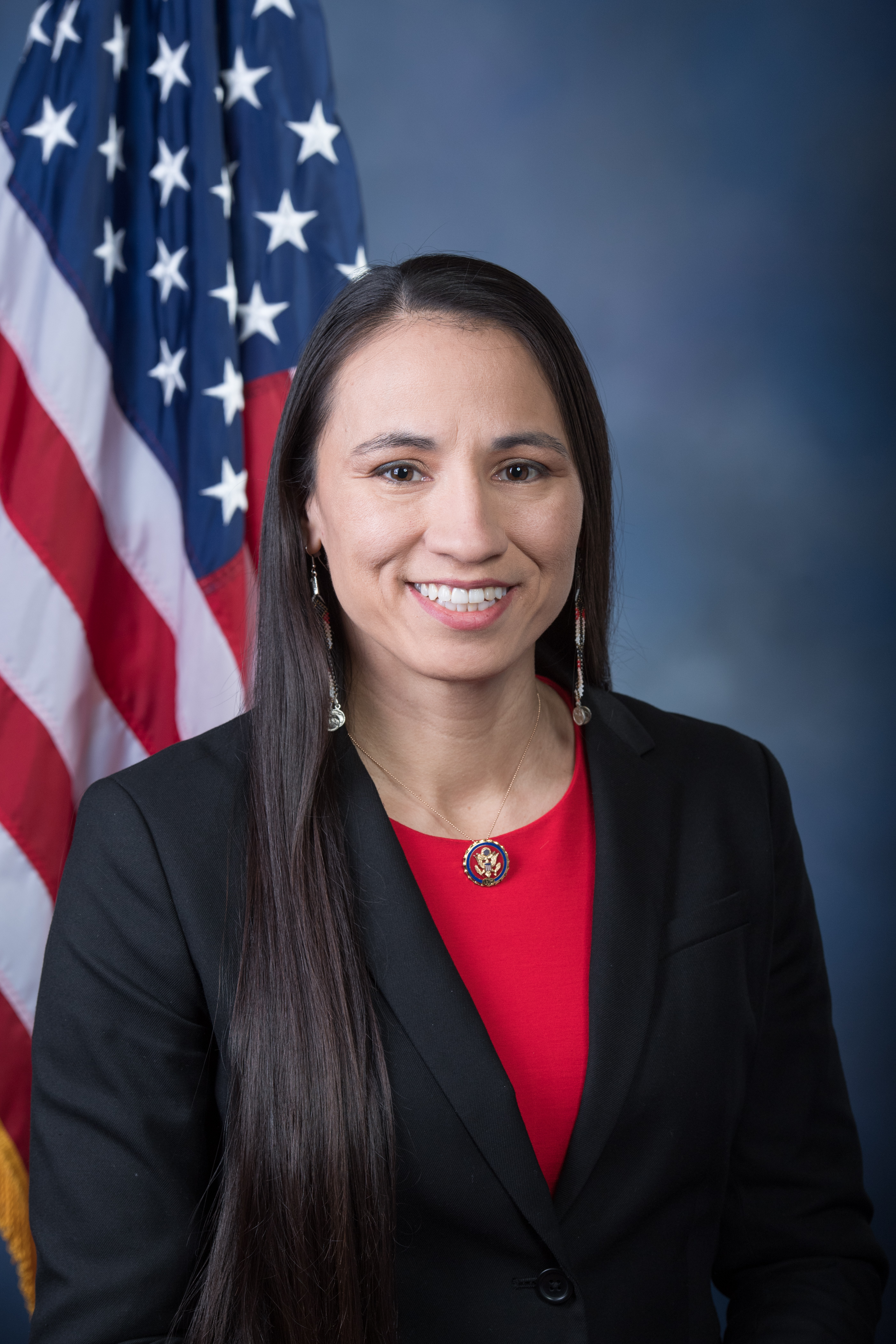
Sharice Lynnette Davids, Politikerin, Mitglied des Repräsentantenhauses der Vereinigten Staaten, 2019

Die Winnebago oder Ho-Chunk (Eigenbezeichnung), auch Hotchangara (Volk mit der richtigen Sprache), sind ein Indianerstamm der Sioux-Sprachfamilie, der in historischer Zeit in einer Enklave unter Algonkin sprechenden Völkern im Gebiet der Großen Seen lebte.
Heute sind zwei Stämme der Winnebago, die in etwa 600 Kilometer Entfernung voneinander leben, offiziell anerkannt: Der Wisconsin Winnebago Tribe, der sich den Namen Ho-Chunk Nation zugelegt hat und der Winnebago Tribe of Nebraska mit Stammesland in den US-Bundesstaaten Nebraska und Iowa.

## Name
Den Stammesnamen Winnebago bekamen sie von den benachbarten Völkern zugelegt. Er bedeutet so viel wie Volk des stinkenden Wassers, allerdings ist die genaue Bedeutung umstritten. Ihre Heimat lag an der Green Bay im Westen des Michigansees in Wisconsin und war für ihr sauberes Wasser bekannt. Indianische Namen drücken nicht selten eine positive Eigenschaft durch ein Antonym aus. Während der längsten Zeit ihrer Geschichte und in offiziellen und wissenschaftlichen Dokumenten wird diese indianische Nation als Winnebago bezeichnet, so dass es sinnvoll erscheint, diesen Namen für die gesamte Ethnie beizubehalten, insbesondere als die Bezeichnung Ho-Chunk nur von einem Teilstamm angenommen wurde.

## Sprache
Die Winnebago-Sprache gehört zum südöstlichen Chiwere-Zweig der Sioux-Sprachfamilie und ist am nächsten mit dem Iowa, Missouri und Oto verwandt, in weiterem Sinn auch mit dem Dakota-Sioux und dem Ponca. Eine grammatische Besonderheit der Winnebago-Sprache ist die Verfeinerung der Ortsklassifikatoren zur Bezeichnung der Lage der Dinge im Raum, während die grammatikalische Unterscheidung zwischen Vergangenheit und Gegenwart vernachlässigt wird. In phonetischer Hinsicht fällt der häufige Einschub von Vokalen in Konsonantencluster auf. Die Phoneme t, d und m im Dakota und Omaha werden im Winnebago als tc, dj und w ausgesprochen. Die Sioux-Sprachen Winnebago, Iowa, Oto und Missouri erlauben eine gegenseitige sprachliche Verständigung. Andererseits gab es eine größere kulturelle Gemeinsamkeit der Winnebago mit den benachbarten Algonkin-Völkern.

## Wohn- und Jagdgebiet
Soweit die Überlieferungen der Winnebago reichen, lebten sie an der Südküste der Green Bay, den sogenannten Red Banks (Rote Ufer). Ihr traditionelles Wohngebiet lag zwischen der Green Bay und dem Lake Winnebago im nordöstlichen Wisconsin. Ihr Jagdgebiet erstreckte sich vom oberen Michigan nach Süden bis zum heutigen Milwaukee und nach Westen bis zum Oberlauf des Mississippi. In den 1640er Jahren wurde das Gebiet zur Zuflucht Tausender Algonkin aus dem Osten, die in den Biberkriegen vor den Angriffen der Irokesen geflohen waren. Weitere Kriege und von Europäern eingeschleppte Epidemien hatten zur Folge, dass die dort beheimateten Winnebago und Menominee nahezu ausgelöscht wurden.
Nach dem Großen Frieden von Montreal von 1701 mit den Irokesen verließen zahlreiche geflüchtete Algonkin Wisconsin, zogen in ihre ehemaligen Wohngebiete zurück und überließen den Winnebago und Menominee ein fast menschenleeres Gebiet. Später wanderten die Winnebago entlang des Rock River und Wisconsin Rivers ins südliche Wisconsin und nordwestliche Illinois auf der Jagd nach Pelztieren für den florierenden Handel mit den Franzosen.
Unter dem Druck der weißen Besiedlung nach 1825 verloren die Winnebago einen großen Teil ihres traditionellen Wohngebiets in Wisconsin, bis um 1840 war nahezu ihr gesamtes Stammesland verkauft worden. Ein Teil des Stammes stimmte einem Umzug nach Iowa zu, während die restlichen Angehörigen in Wisconsin blieben und einen Umzug ablehnten. So wurden die Winnebago dauerhaft in zwei Hälften geteilt. Um 1850 unterschied das Bureau of Indian Affairs (BIA) zwischen der Treaty Abiding Faction (Vertragstreue Fraktion), die einem Umzug zustimmte, und den Disaffected Bands (Unwillige Bands), die Widerstand leisteten.
Im Verlauf der nächsten fünfzig Jahre erlebten die „unwilligen“ Winnebago eine wahre Odyssee. 1848 mussten sie zwangsweise nach Minnesota an den Crow Wing River umziehen. 1856 schickte sie das BIA in das Blue Earth County in Minnesota, wo sie bis zum Ende des Siouxaufstands 1862 blieben. Obwohl sie nicht daran teilgenommen hatten, wurden sie zu den Yankton Sioux in South Dakota deportiert.
Die Winnebago waren empört und widersetzten sich der Reservatspolitik. Viele verließen das Reservat in South Dakota und kehrten nach Iowa, Minnesota oder Wisconsin zurück. Einige zogen den Missouri hinab und gingen ins Omaha Reservat in Nebraska. 1865 gab die US-Regierung  nach und errichtete ein separates Winnebago-Reservat im nordöstlichen Nebraska. Es gab jedoch auch einige Winnebago, die Wisconsin niemals verlassen hatten. Die Stammesangehörigen in Nebraska hatten Überfälle der Lakota zu erleiden und wurden zudem von Weißen unter Druck gesetzt, ihr Reservatsland zu verkaufen. Deshalb verließen zahlreiche Winnebago in den 1870er und 1880er Jahren das Reservat und gingen zurück nach Wisconsin. Zunächst wollte sie die Regierung zurückschicken, kaufte jedoch schließlich Land für die Winnebago in Wisconsin. Es gab nun zwei separate Winnebago-Stämme: Die Wisconsin-Winnebago mit rund 18 km² Landbesitz, der in kleine Parzellen in zehn Countys aufgeteilt war, sowie die Nebraska-Winnebago mit einem 111 km² großen Reservat.

## Kultur
Obwohl die Winnebago einen Siouxdialekt sprachen, hatten sie wenig mit der Präriekultur der Sioux gemein. Sie waren vielmehr ein sogenannter Waldlandstamm, dessen Lebensweise eher dem der benachbarten Algonkinstämme an den Großen Seen ähnelte. Wie viele Sioux sprechende Indianer waren die Winnebago von größerem Wuchs als andere Indianer und als die meisten Europäer. In Jean Nicolets Aufzeichnungen werden sie als mutig und stolz bezeichnet. Ihre Kleidung bestand aus fransenbesetztem Wildleder, das häufig mit Stachelschweinborsten, Federn und Perlen verziert war. Noch heute sind die Winnebago für ihre schöne, traditionelle Kleidung bekannt. Ursprünglich trugen die Männer ihr Haar in zwei langen Zöpfen, später übernahmen sie jedoch die Skalplocke und den mit Stachelschweinborsten verstärkten Haarschopf von den Algonkin (Roach hairdress).

### Lebensunterhalt

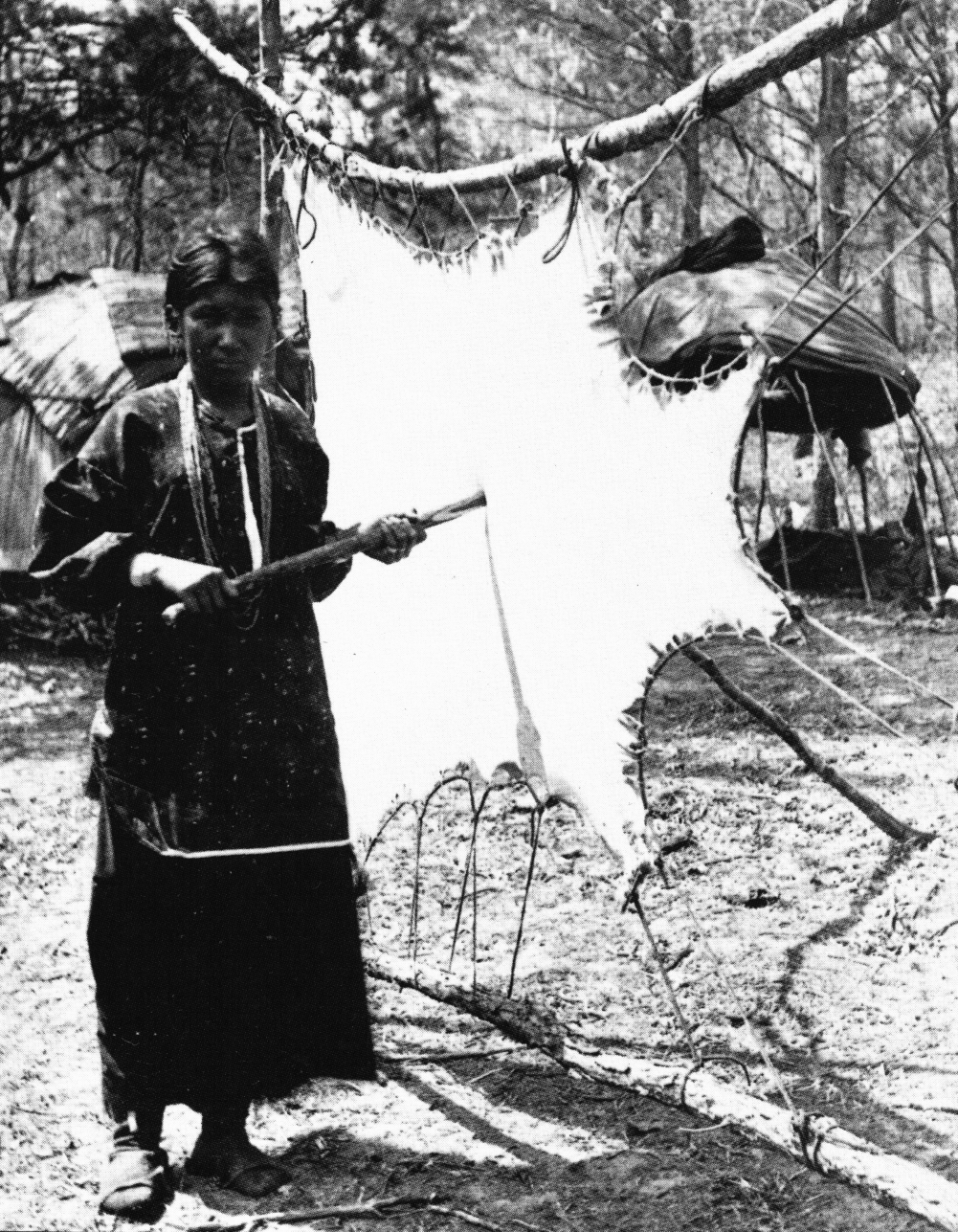
Winnebago-Frau beim Gerben, ca. 1880

Die Winnebago waren einer der nördlichsten ackerbautreibenden Indianerstämme. Die traditionelle Wirtschaftsform der Winnebago stellt eine Art von Mischökonomie dar, die vom Feldbau vornehmlich der Frauen abhängig war. Mit Hilfe der Männer wurden alle paar Jahre neue Felder gerodet, auf denen die Frauen trotz der kurzen Wachstumsperiode vor allem drei Sorten Mais zusammen mit Bohnen und Squash anbauten. Der zeremonielle Tabak-Anbau lag in den Händen der Männer, die im Spätsommer auf gemeinsamen Jagdzügen in Einbäumen auf die Hirsch- und Bisonjagd in den  Prärien des südlichen Wisconsin gingen. Eine zusätzliche Bedeutung hatte der Fischfang mit Speeren und Pfeil und Bogen, besonders auf den Stör. Familiengruppen sammelten außerdem Wildpflanzen, Beeren und Saatkörner, die für den Winter eingetrocknet wurden.
Von besonderer Bedeutung war der Wildreis in den zahlreichen Seen und Flussläufen. Der Reis wurde Ende August bis Anfang September gesammelt. Häufig wuchs der Reis so dicht, dass die Kanus mit Stangen durch die flachen Seen gestakt werden mussten. Die Frauen ernteten die Reiskörner, bis das Kanu voll war und der Reis im Lager am Ufer auf Planen aus Birkenrinde zum Trocknen ausgebreitet werden konnte. Danach wurde der Reis in einem ausgekleideten Erdloch „gedroschen“, indem ihn die Frauen mit langen Stößeln stampften, um die Hülsen abzulösen. Es gab Reis von verschiedener Qualität, Größe und Geschmack und in bestimmten Gebieten wuchs offenbar eine besonders gute Qualität. Im Spätherbst zogen viele Familien die Flussläufe entlang zur Jagd auf Pelztiere. Der Pelzhandel und das Sammeln von Blaubeeren und Cranberries ermöglichte den Übergang in eine Geldwirtschaft.

### Soziale und politische Organisation
Ähnlich wie die benachbarten Algonkinstämme waren auch die Winnebago patrilinear ausgerichtet und die Clan-Zugehörigkeit wurde durch den Vater bestimmt. Die Zugehörigkeit zu einem Clan war wichtiger als die Mitgliedschaft in einer Band. Die Clans hatten zeremonielle und soziale Funktionen und waren jeweils in zwei Gruppen oder Moieties eingeteilt. Jedes Mitglied gehört zu einer der beiden Moieties, die von zwei gemeinsamen mythischen Urahnen abstammen. Die Obere oder Sky-Moiety bestand aus vier Clans und die Untere oder Earth-Moiety hatte acht Clans. Die vier Clans der Oberen Moiety hießen Donnervogel-, Adler-, Falken- und Tauben-Clan. Die acht Clans der Unteren Moiety hießen Bären-, Wolf-, Wassergeist-, Büffel-, Hirsch-, Elch-, Fisch- und Schlangen-Clan. Zu den wichtigsten Clans gehörten der Donner- und der Bären-Clan. Der Donnervogel-Clan stellte den erblichen Friedenshäuptling, der Streitigkeiten schlichtete und Stammesmitgliedern Asyl gewährte. Ihm zur Seite stand der Stammesrat, der aus den fähigsten Mitgliedern aller Clans bestand. Der Bären-Clan aus der Unteren Moiety war dagegen für die organisierte Durchführung von Jagd- und Kriegszügen und die Bestrafung von Verbrechern zuständig. Jeder der zwölf totemistischen Clans stammte von einem mythischen Vorfahren ab und verfügte über eigene Zeremonien, Mythen, Lieder und Gebräuche. Bis zum Britisch-Amerikanischen Krieg von 1812, an dem die Winnebago auf Seiten der Engländer teilgenommen hatten, war der Stamm in Moieties politisch organisiert, die seitdem allerdings nur noch zeremonielle Bedeutung hatte. Die Winnebago waren exogamisch und die Ehepartner mussten aus der jeweils anderen Moiety gewählt werden. Die Verwandtschaftsnamen der Winnebago lassen außerdem vermuten, dass in alter Zeit eine matrilineare Organisation bestanden haben könnte. So gehörten Kinder, die keinen Winnebago-Vater hatten, der Abstammungslinie der Mutter an.

### Religion

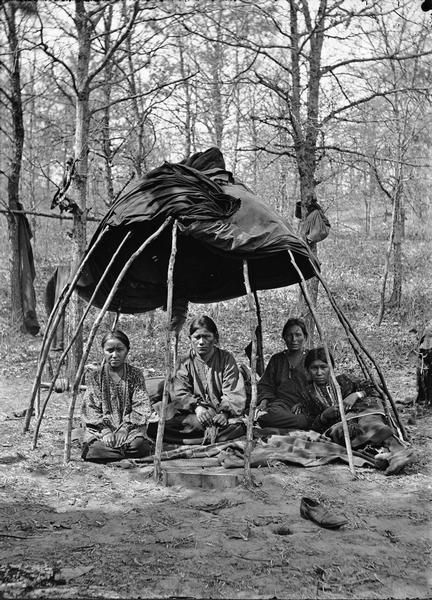
Winnebago-Frauen in einem Chipoteke (Wigwam), ca. 1908

Die traditionellen religiösen Anschauungen der Winnebago gleichen weitgehend denen anderer Sioux-Stämme und teilweise denen der Zentral-Algonkin. Die Gestalt des Man'una („Schöpfer der Erde“, Earth-Maker) entspricht dem Kitchi Manitu der Zentral-Algonkin-Völker. In der Mythologie sind große epische Zyklen bemerkenswert, in denen die Taten von fünf Kulturheroen berichtet werden, die der „Schöpfer der Erde“ ausgesandt hatte, um die Erde von Riesen und bösen Geistern zu befreien, darunter besonders die Gestalt eines Tricksters.
Da Hochgottvorstellungen in Nordamerika äußerst selten vorkamen, ist die (umstrittene) Gestalt des Herecúgina für Religionswissenschaftler interessant: Manche Winnebago glaubten, er sei der misslungene Versuch des Schöpfers, ein Götterwesen zu schaffen. Da er jedoch nur „böse Kopien“ der Schöpfung erzeugte, sei er wieder „weggeworfen“ worden.
Das Zeremonialleben konzentrierte sich um den Medizintanz (Mankáni), der nur im Sommer abgehalten werden durfte, und das Winterfest (Wagigó), das sich von Clan zu Clan unterschied. Bei diesem Winterfest wurden heilige Zeremonialbündel verehrt, in denen die besonderen Kräfte des Clan-Ahnen verkörpert waren. Der Medizintanz glich dagegen der Midewiwin-Zeremonie der Algonkin-Völker und wurde von einer Geheimgesellschaft ausgeführt, die hierbei neue Mitglieder initiierte.
Im Frühjahr traf sich außerdem der ganze Stamm zum Büffeltanz, der die magische Vermehrung der Bisons bewirken sollte. Daneben gab es weitere Tänze, die von den Prärieindianern übernommen worden waren.

## Geschichte

### Frühgeschichte
Entsprechend ihrer Zugehörigkeit zur Sioux-Sprachfamilie dürften die Winnebago zur Zeitenwende im Kerngebiet der Sioux-Völker entlang des Mississippi südlich und östlich vom heutigen St. Louis gelebt haben, wo Stadtkulturen unter dem kulturellen Einfluss der zentralamerikanischen Zivilisationen entstanden (Mississippi-Kultur). Nach linguistischen und archäologischen Belegen, die durch mündliche Erzählungen unterstützt werden, zogen die Völker des Chiwere-Zweigs der Sioux-Sprachfamilie (Winnebago, Iowa, Missouri, Oto) um 200 n. Chr. nach Norden, wo sie zwischen 700 und 1000 n. Chr. im heutigen US-Bundesstaat Wisconsin eintrafen. Um 1400 trennte sich die Mehrzahl der Chiwere-Völker von den Winnebago, die isoliert inmitten des Gebiets der Algonkin zurückblieben, und zogen nach Westen und Süden. Die Winnebago blieben in ihren traditionellen Wohn- und Jagdgebieten am Westufer des Michigansees, vom oberen heutigen US-Bundesstaat Michigan bis zum südlichen Wisconsin.

### Biberkriege, Jagd und Pelzhandel
Über die Ottawa und Huronen, die als Vermittler im Pelzhandel auftraten, erhielten die Franzosen um 1620 erste Informationen über die Winnebago. 1634 schickte Samuel de Champlain den französischen Missionar Jean Nicolet (1598–1642) zu ihnen, der die „kriegerischen Winnebago“  aufsuchen und Frieden zwischen ihnen und den weiter östlich lebenden Stämmen und französischen Handelspartnern stiften sollte. Der einzige erhaltene Bericht über Nicolets Mission stammt vom Jesuiten Barthélemy Vimont, der ihn allerdings erst zehn Jahre später verfasste. Er gibt ihre Bevölkerungszahl mit etwa 25.000 Menschen an, die jedoch vermutlich weit überhöht ist.
Zunächst hatten die Winnebago die französischen Handelsangebote abgelehnt und die zu ihnen abgesandten Ottawa getötet und verzehrt. Der feindliche Akt führte zum Bündnis zwischen den Ottawa und anderen Stämmen, um Krieg gegen die Winnebago zu führen. Diese versammelten sich in einem einzigen Dorf, um dem Angriff zu begegnen. Gleichzeitig brach jedoch eine verheerende Pocken-Epidemie aus und reduzierte den Stamm auf etwa 1.500 Angehörige.
Möglicherweise hat die Ankunft der ersten Europäer die Winnebago veranlasst, ihre Haltung gegenüber dem Handel mit den Franzosen zu ändern. Zu dieser Zeit lebten die Winnebago offenbar an der Green Bay, die in den ersten französischen Karten mit Baye des Puans bezeichnet wird. Trotz ihrer misslichen Lage unternahmen die Winnebago einen Kriegszug gegen die Fox, die auf der anderen Seite des Lake Winnebago lebten. Doch die gesamte Truppe von 500 Kriegern ging in ihren Kanus bei einem heftigen Sturm bei der Überfahrt unter.
Die Illinois hatten Mitleid mit den dezimierten und hungernden Winnebago. Sie brachten ihnen Nahrung, doch während des Essens wurden die Gäste entwaffnet, indem die Winnebago heimlich die Sehnen ihrer Bogen durchschnitten. Danach wurden all diese helfenden Illinois getötet. Aus Furcht vor Racheakten flüchteten die Winnebago auf die Insel Doty Island im Norden des Lake Winnebago, weil die Illinois angeblich keine Kanus hatten. Diese warteten, bis der See im Winter zugefroren war. Eine große Streitmacht überquerte das Eis, fand jedoch auf der Insel nur ein verlassenes Lager. Die Winnebago waren Tage zuvor zur alljährlichen Winterjagd aufgebrochen. Nach tagelanger Verfolgung wurden die Winnebago eingeholt und von den Illinois vernichtend geschlagen. Einige fanden Zuflucht bei den Menominee und über 150 Stammesangehörige wurden als Sklaven in die Dörfer der Illinois verschleppt.
Um 1665 erschien Nicolas Perrot bei den Winnebago, der als Übersetzer und Agent in französischen Diensten stand. Er berichtete von 150 Kriegern und nur noch etwa 450 bis 600 Stammesangehörigen infolge von drei Pocken-Epidemien und Kriegen gegen die benachbarten Algonkin-Völker. Perrot bestätigte in seinem Bericht, dass die Winnebago durch ihren Verrat an den Illinois erhebliche Schuld an ihrem Schicksal hatten und nahezu ausgelöscht wurden. Perrot veröffentlichte seine Aufzeichnungen in den Jesuit Relations. Seine Version des Geschehens differierte nur in der Zahl der Überlebenden von den mündlichen Überlieferungen der Winnebago. Zu diesem Zeitpunkt wurde das Territorium der Winnebago von Algonkin und überlebenden Huronen aus dem Osten überschwemmt, die vor den Irokesen geflüchtet waren.
Die Winnebago waren gezwungen, gute Beziehungen zu ihren früheren Feinden und anderen Stämmen aufzunehmen, um durch Einheirat und Adoptionen ihre massiven Bevölkerungsverluste auszugleichen. Infolgedessen übernahmen sie einige Sitten und Gebräuche, sowie Teile der Materialkultur von diesen Stämmen. Ein wiederkehrendes Thema in dieser Zeit war die Tatsache, dass es bald keine vollblütigen Winnebago mehr gab.
Am Beginn des achtzehnten Jahrhunderts verließen die Winnebago die Green Bay und siedelten nördlich und westlich des Lake Winnebago. Die dorthin vor den Irokesen geflüchteten Stämme hatten die Gegend verlassen, als die Gefahr irokesischer Überfälle nicht mehr bestand. In der Folgezeit dehnten die Winnebago ihr Wohn- und Jagdgebiet aus, das nun im Osten und Süden vom Lake Winnebago und dem Rock River, im Norden vom Black River und im Westen vom Mississippi River nördlich von Prairie du Chien begrenzt wurde. Große Dörfer wichen zugunsten weit auseinanderliegender kleiner Siedlungen.
Zahlreiche Jagdgesellschaften, einige sogar unter Beteiligung von Frauen, trugen ihre Einbäume über die Fox-Wisconsin-Portage, um in die westlichen Nebenflüsse des Wisconsin Rivers zu gelangen. In der Nähe des Jagdgebiets vergruben sie ihre Kanus, die für den Rückweg wieder gebraucht wurden. Ein altes Kanu-Lager wurde in der Nähe von Wyeville am Lemonweir River entdeckt. Aus mündlichen Überlieferungen ist bekannt, dass sogar Büffel in den Prärien westlich des Mississippi gejagt wurden. Die Jagdgruppen überwinterten teilweise in den Jagdgebieten und Boten (Runners) hielten Kontakt mit den Familien in den heimatlichen Dörfern.
Im Pelzhandel mit den Franzosen war es üblich, dass die Händler den indianischen Kunden Kredit gewährten, der im folgenden Frühjahr in Form von Pelzen zurückgezahlt wurde. Die Bedeutung der Jagd für den Pelzhandels wirkte sich derart aus, dass sich die Dörfer mit etwa 100 bis 300 Bewohnern entlang der Flüsse und Seeufer ausbreiteten, einige Jagdgesellschaften zogen sogar in die wildreichen Marschen am Mississippi. Um 1820 gab es rund vierzig Dörfer der Winnebago, wie aus einigen Karten aus dieser Zeit ersichtlich ist.

### Kolonialkriege

Politische Territorien und Forts in Nordamerika um 1750.

Um 1680 flammte der Biberkrieg erneut auf, als die Irokesen die Illinois überfielen und vernichtend schlugen. Die Franzosen verstärkten ihre Forts, rüsteten ihre indianischen Verbündeten mit Feuerwaffen aus und bildeten eine Allianz gegen die Irokesen. 1690 waren die Irokesen so geschwächt, dass sie sich in ihr Territorium in New York zurückzogen. Im Jahr 1701 wurde schließlich ein Friedensvertrag (Großer Frieden von Montreal) unterzeichnet, der den Franzosen und ihren indianischen Alliierten die Kontrolle über das Gebiet der Großen Seen überließ. Nach über sechzig Jahren erhielten die Winnebago fast ihr gesamtes traditionelles Territorium zurück. Die alliierten Stämme misstrauten allerdings dem Friedensvertrag. 1701 errichtete Antoine Laumet das Fort Pontchartrain in Detroit und eröffnete einen Handelsposten für die Indianer an den Großen Seen. Er lud unverzüglich alle Stämme nach Detroit ein, mit der Folge, dass die Gegend bald überfüllt war. Es kam zu Streitigkeiten, die schließlich zum Ersten Foxkrieg  (1712–1716) führten. Bei diesem Krieg zwischen den Fox und den Franzosen und ihren Verbündeten blieben die Winnebago neutral.
1728 kam es zu einem erneuten Krieg zwischen Franzosen und einer Koalition aus Fox, Kickapoo, Mascouten und Winnebago, dem Zweiten Foxkrieg (1729–1737). Die Franzosen verfolgten dabei das Ziel, mit Hilfe der traditionellen Feinde der Fox diesen Stamm gänzlich zu vernichten und mit einem Genozid das Problem zu lösen. 1730 suchte eine größere Gruppe der Fox Zuflucht bei den Seneca, bei denen schon seit 1712 ein Teil der Fox lebte. Auf dem Weg nach Osten mussten sie das Gebiet der Illinois durchqueren. Dabei kam es im Sommer 1730 zur offenen Feldschlacht in der Prärie östlich des heutigen Bloomington in Illinois. Obwohl die französischen Befehlshaber die völlige Auslöschung der Fox meldeten, gab es noch eine größere Gruppe in Wisconsin. Eine zweite französische Expedition wurde 1736 unter de Noyelle ausgesandt, um die Sauk und Fox zu vernichten. Inzwischen hatten die meisten Stämme die Allianz mit den Franzosen verlassen. Der französische Feldzug endete im Fiasko, als die Soldaten von Kickapoo-Scouts in die Irre geführt wurden. 1737 beendete die französische Regierung die Foxkriege und garantierte den überlebenden Fox eine Generalamnestie. Nur 500 Stammesangehörige hatten die Ausrottungskriege überlebt. Der Wildbestand in der Nähe der Green Bay hatte sich noch nicht von der indianischen Überbevölkerung des siebzehnten Jahrhunderts erholt. So waren die Winnebago gezwungen, immer weitere Reisen zu anderen Jagdgebieten zu machen.
Im King George’s War (1744–1748) befanden sich die Winnebago in einer Allianz mit den Ottawa, Menominee, Potawatomi und anderen Stämmen, um an der Seite der Franzosen gegen die Briten zu kämpfen. Auch im kurz darauf folgenden Franzosen- und Indianerkrieg (1755–1763) standen die Winnebago  erneut auf französischer Seite. Mit ihnen gemeinsam schlugen sie die Briten unter Braddock bei Fort Duquesne, kämpften bei Oswego und im nördlichen New York. Bei der Heimkehr in ihre Dörfer im Winter 1757/58 brachten sie eine verheerende Pockenepidemie mit, an der zahllose Angehörige der Stämme an den Großen Seen starben. Danach waren viele Stämme nicht mehr in der Lage, für die Franzosen in den Krieg zu ziehen. Inzwischen hatten die Briten eine Seeblockade verhängt und stoppten den französischen Warenfluss nach Nordamerika. Das führte zu Unruhen bei den verbündeten Indianern, die nicht verstanden, warum sie nicht mehr mit französischen Waren versorgt wurden. Im Winter 1758 kam es zum Aufstand der Menominee, die 22 französische Soldaten töteten. Nach dem Verlust von Quebec im September 1759 wurde im folgenden Jahr Montreal von den Briten besetzt.
Damit war der Krieg für Frankreich verloren und die Briten wurden die führende Kolonialmacht in Nordamerika. Diese übernahmen die Rolle der Franzosen als Vermittler zwischen den Stämmen und die Versorgung mit europäischen Gütern. Die Briten verhinderten den Ausbruch ernsthafter Auseinandersetzungen und gewannen das Vertrauen der Winnebago.  Beim Ausbruch der Pontiac Rebellion von 1763 sandten die Winnebago gemeinsam mit anderen Stämmen Wampum an die Briten als Ausdruck ihrer Loyalität.

### Amerikanischer Unabhängigkeitskrieg und Krieg von 1812
In den folgenden 50 Jahren blieben die Winnebago treue Verbündete der Briten, so im Amerikanischen Unabhängigkeitskrieg (1775–1783) und im Krieg von 1812 (1812–1814). George Rogers Clarks  Besetzung von Illinois beunruhigte die Stämme an den Großen Seen und die Briten nutzten dies für ihre Zwecke. Sie vereinigten die zerstrittenen Stämme und verjagten 1780 die Amerikaner aus Illinois. Der Unabhängigkeitskrieg endete 1783 mit dem Frieden von Paris (1783), in dem Großbritannien die Unabhängigkeit der ehemals britischen Kolonien anerkannte. Im Ohiogebiet behielten die Briten allerdings weiterhin Detroit und ihre anderen Forts auf amerikanischem Territorium, bis die Vereinigten Staaten ihre vertraglichen Verpflichtungen gegenüber den Loyalisten eingelöst hatten.
Die Briten bildeten eine westliche Allianz gegen die Amerikaner und sicherten den beteiligten Stämmen ihre Unterstützung zu. Die Schlacht am Wabash River wurde 1791 bei Fort Recovery im heutigen US-Bundesstaat Ohio ausgetragen. Eine von General Arthur St. Clair, einem Veteranen des Amerikanischen Unabhängigkeitskrieges, geführte US-Streitmacht erlitt dabei eine verheerende Niederlage gegen ein Bündnis von Indianerstämmen, dessen Anführer u. a. Little Turtle  und  Blue Jacket waren. Die Schlacht war eine der blutigsten militärischen Niederlagen gegen Indianer, welche die US-Armee im so genannten Nordwest-Indianerkrieg (Northwest Indian War) hinnehmen musste und kostete rund 620 Soldaten und 60 Indianern das Leben.
Dieses militärische Debakel ließ den Ruf nach einer starken Armee laut werden. Das Resultat war die Legion of the United States, die zunächst aus 5.100 Mann bestand. Als Oberbefehlshaber bestimmte Präsident George Washington 1792 General Anthony Wayne. Fast jeder Stamm im alten Nordwesten, darunter auch die Winnebago, erwartete den nächsten Angriff der Amerikaner. Den Indianern mangelte es jedoch an zentraler Führung, und so standen Waynes 3.000 Soldaten zählender Streitmacht 1794 nur rund 800 Krieger gegenüber. In der Schlacht von Fallen Timbers im August 1794 erlitten die Indianer eine vernichtende Niederlage. Im Vertrag von Greenville 1795 mussten sie weite Teile ihrer Wohn- und Jagdgebiete in Ohio den Amerikanern überlassen.
Um 1809 hörten die Winnebago mit großem Interesse von der neuen Religion des Shawnee-Propheten Tenskwatawa, des  Bruders Tecumsehs. Innerhalb kurzer Zeit gehörten sie zu den überzeugtesten Anhängern von Tecumsehs Allianz gegen die Amerikaner. Die Winnebago besuchten regelmäßig Prophetstown (früher Tippecanoe) und errichteten sogar ein eigenes Dorf namens Village de Puant in der Nähe. Im Herbst 1811 reiste Tecumseh zu den Stämmen im Süden, um sie für seine Allianz zu gewinnen. Während seiner Abwesenheit erreichte eine amerikanische Armee unter William Henry Harrison Prophetstown und schlug unweit ihr Nachtlager auf. Die Indianer griffen das Lager im Morgengrauen an. Die Amerikaner konnten jedoch diesen Überraschungsangriff, sowie weitere Vorstöße den ganzen Morgen hindurch abwehren. Aufgrund ihrer zahlenmäßigen Unterlegenheit musste sich die indianische Allianz aber bald zurückziehen. Harrison fand Prophetstown verlassen vor und ließ das Dorf niederbrennen. Das Gefecht ging als Schlacht von Tippecanoe in die Geschichte ein.
Als Tecumseh im Januar 1812 zurückkehrte, war die mühsam errichtete Allianz in Gefahr, doch er konnte sie erneut aufbauen und das Vertrauen der Winnebago zurückgewinnen.  Beim Ausbruch des Kriegs von 1812 unterstützten sie weiterhin Tecumseh und die Briten. Gemeinsam mit anderen Stämmen belagerten sie 1813 Fort Madison und erzwangen dessen Aufgabe. Tecumseh fand in der Schlacht am Thames River im Oktober 1813 den Tod. Mit dieser verlorenen Schlacht war die Macht der Briten und der mit ihnen verbündeten Indianer gebrochen. Der gesamte Mittlere Westen von Ohio bis Minnesota wurde nun für die amerikanische Besiedlung geöffnet.

### „Winnebago-Krieg“ und Black-Hawk-Krieg

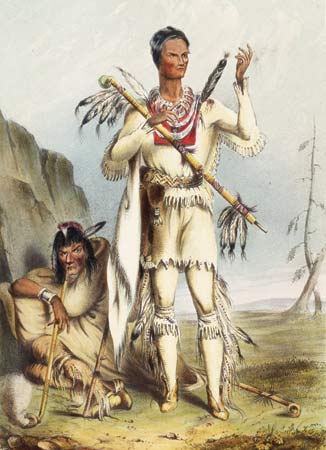
Red Bird (stehend) und Wekau vor ihrer Auslieferung, 1855

Im Jahr 1827 entstand in der Region des oberen Mississippi – hauptsächlich in Wisconsin – ein kurzer Konflikt, der als „Winnebago-War“ bekannt ist. Bleischürfer drangen unbefugt in das Gebiet der Winnebago ein. Zudem gab es das Gerücht, die Vereinigten Staaten hätten zwei Winnebago-Gefangene an einen gegnerischen Stamm übergeben, der sie hinrichten sollte. Daraufhin griff eine Minderheit der Winnebago mit einigen Alliierten von den Dakota Zivilisten an, von denen 9 - 11 getötet wurden. Nach militärischer Gewalt durch Truppen der Vereinigten Staaten und Verlusten von 7 Beteiligten lieferten die Winnebago-Häuptlinge Waukon Decorah and Carymaunee acht Männer aus, die an der Gewalt beteiligt waren, darunter Red Bird, den die amerikanischen Behörden für den Anführer hielten und Wekau. Red Bird starb 1828 im Gefängnis, während er auf seinen Prozess wartete. Zwei weitere wegen Mordes verurteilte Männer wurden von Präsident John Quincy Adams begnadigt und freigelassen. In Folge wurde der Stamm gezwungen, die Bleiminenregion an die Vereinigten Staaten abzutreten und das Fort Winnebago errichtet.
Auch am Black-Hawk-Krieg 1832 waren Winnebago beteiligt, darunter der Medizinmann Wabokieshiek mit seiner Siedlung Prophetstown.

### Zwangsumsiedlungen

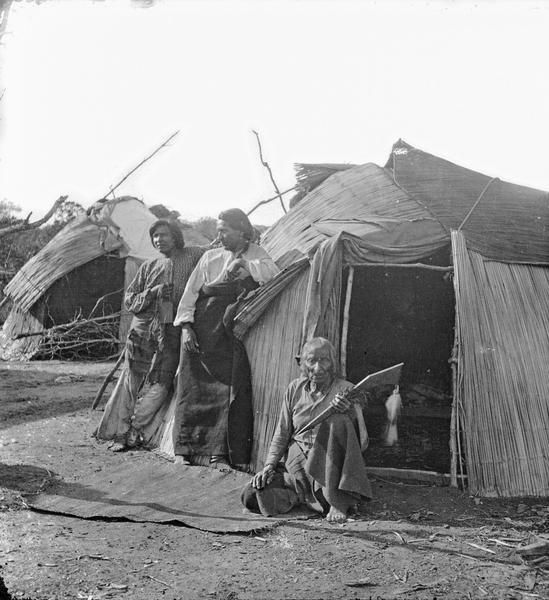
Gelber Donnervogel, Winnebago-Häuptling, ca. 1880

Zwischen 1840 und 1863 wurden die Winnebago in mehreren Etappen immer weiter nach Westen umgesiedelt. Durch diese Zwangsumsiedlung verloren sie nicht nur ihr Land und ihre traditionelle Wirtschaftsbasis, sondern auch etwa 700 Stammesmitglieder. 1865 wurde das Nebraska-Winnebago-Reservat auf dem Land eingerichtet, das die Winnebago von den Omaha gekauft hatten. Unter den Bestimmungen des General-Allotment-Gesetzes (Dawes Act) verloren die Winnebago zwischen 1887 und 1934 drei Viertel ihres Stammeslands an weiße Siedler. Vernichtend wirkte sich auch die Politik der Internierung der Indianerkinder aus, die man in Internate und christliche Adoptivfamilien im ganzen Land schickte, um ihre indianische Sprache und Lebensweise zu unterdrücken. Seit 1934 besitzt der Winnebago Tribe of Nebraska den offiziellen Status eines bundesstaatlich anerkannten Stammes (federally recognized tribe).
Um 1880 war etwa die Hälfte der Stammesmitglieder auf eigenen Entschluss aus Nebraska nach Wisconsin zurückgekehrt, wo sie 1963 eine Stammesregierung gründeten, die sich seit 1994 als Ho-Chunk Sovereign Nation bezeichnete und aktuell als Ho-Chunk Nation. Sie verfügt über mehrere Ländereien, die kein geschlossenes Stammesgebiet bilden, und betreibt verschiedene Wirtschaftsunternehmen wie Spielbanken.

### Gegenwart
1975 erhielten beide Gruppen der Winnebago-Nation in Nebraska und in Wisconsin von der amerikanischen Bundesregierung eine Entschädigungszahlung in Höhe von 4,6 Millionen US-Dollar für Land, das sie 1837 abtreten mussten. Den größten Teil des Geldes verwendeten sie zum Ankauf von Land, zur Gewährung von Krediten an Stammesmitglieder und zur Finanzierung von Gemeinschaftsunternehmen. Durch die Gründung mehrerer Spielbanken, die z. B. in Nebraska 30 Prozent der Stammesmitglieder Beschäftigung bieten, versuchen die Winnebago, im amerikanischen Wirtschaftssystem subsistent zu werden.
Die Gesamtzahl der Winnebago, die im Reservat in Nebraska leben, wird nach der Volkszählung von 2000 mit 3.284 Personen angegeben. 2023 gab der Winnebago Tribe of Nebraska über 5.000 registrierte Mitglieder an. Der Ho-Chunk-Stamm (Eigenbezeichnung Ho-Chunk Nation) in Wisconsin wies 2000 3.707 eingetragene Mitglieder auf. Eine noch größere Anzahl von Winnebago dürfte darüber hinaus in den Städten leben. Obwohl die Verkehrssprache Englisch ist, bestehen Bestrebungen, dass die Winnebago-Sprache nicht ausstirbt. So dient das HoChunk Renaissance Project dem Erlernen der HoChunk-Sprache.

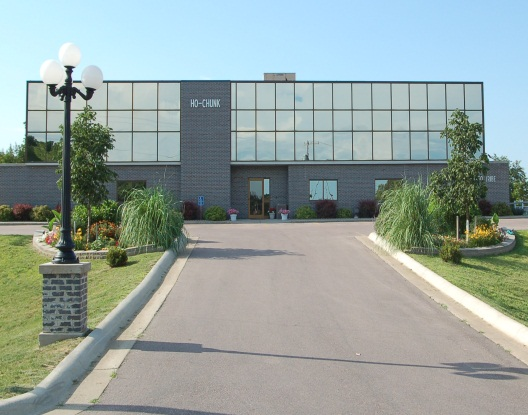
Sitz der Ho-Chunk in Winnebago, Nebraska, 2012

Die Ho-Chunk Nation in Wisconsin hat sich eine Regierung als Kommunikationsinstrument für den Umgang mit Bundes-, Staats- und Lokalregierungen der Vereinigten Staaten geschaffen. Diese Regierung besteht aus Exekutive, Legislative, Judikative und Generalrat und hat einen Präsidenten. Sie stützt sich auf die Verfassungen der Ho-Chunk Nation von 1963 und 1994. Außerdem hat die Ho-Chunk Nation ein traditionelles Regierungssystem, das auf einem Häuptlings- und Clansystem basiert.
Der Winnebago Tribe of Nebraska hat einen gewählten Stammesrat (Tribal Council) als selbst geschaffene Regierung. Vorsitzende dieses Stammesrats (Chairwoman) ist Victoria Kitcheyan.

## Bekannte Persönlichkeiten
- Red Bird (ca. 1788–1828), Anführer
- Wabokieshiek, auch White Cloud genannt (ca. 1794–ca. 1841): Medizinmann, Prophet und Kommandant der Ho-Chunk (Winnebago)- und Sauk-Stämme im Illinois des 19. Jahrhunderts, der im Black-Hawk-Krieg von 1832 eine Schlüsselrolle spielte
- Glory of the Morning (?-ca. 1832), in der Ho-Chunk-Sprache Hąboguwįga, erste Frau in der Geschichte Wisconsins, die schriftlich erwähnt ist, Häuptling
- Waukon Decorah (ca. 1780–1868), auch Wakąhaga beziehungsweise Wau-kon-haw-kaw, diplomatischer Anführer und Sprecher, Enkel von Glory of the Morning
- Angel De Cora (1871–1919): Künstlerin, Illustratorin, Lehrerin und Aktivistin für die Rechte der Indigenen; der Winnebago Tribe of Nebraska unterhält ihr zu Ehren das Angel De Cora Museum & Research Center[24]
- Red Wing, auch Lillian St. Cyr, (1873 oder 1884–1974): Stummfilm-Schauspielerin
- Henry Roe Cloud (1884–1950): Pädagoge, College-Verwalter, Beamter der US-Bundesregierung im Amt für indianische Angelegenheiten (BIA), presbyterianischer Pfarrer und Reformer
- Mitchell Red Cloud Jr. (1924–1950), US Marine, Veteran des Korea-Kriegs mit Auszeichnungen
- John Raymond Rice (1914–1950): Soldat der US-Armee in Korea
- Edith Emerald Johns (1915–1999): Krankenschwester und eine der Gründerinnen des Native American Educational Services College
- Willard LaMere (1918–1990): einer der Gründer des Native American Educational Services College
- Frank LaMere (1950–2019): Aktivist und Politiker
- Terri Crawford Hansen (* 1953): Journalistin
- Lorelei DeCora Means (* 1954): Aktivistin für die Rechte indigener Amerikaner
- Renya K. Ramirez (* 1959): Autorin und Professorin für Anthropologie an der University of California, indigene Feministin
- Sharice Davids (* 22. Mai 1980), Politikerin, Mitglied des Repräsentantenhauses der Vereinigten Staaten
- Sky Hopinka (* 1984), Künstler und Filmemacher
- Joba Chamberlain (* 1985):  US-amerikanischer Baseballspieler

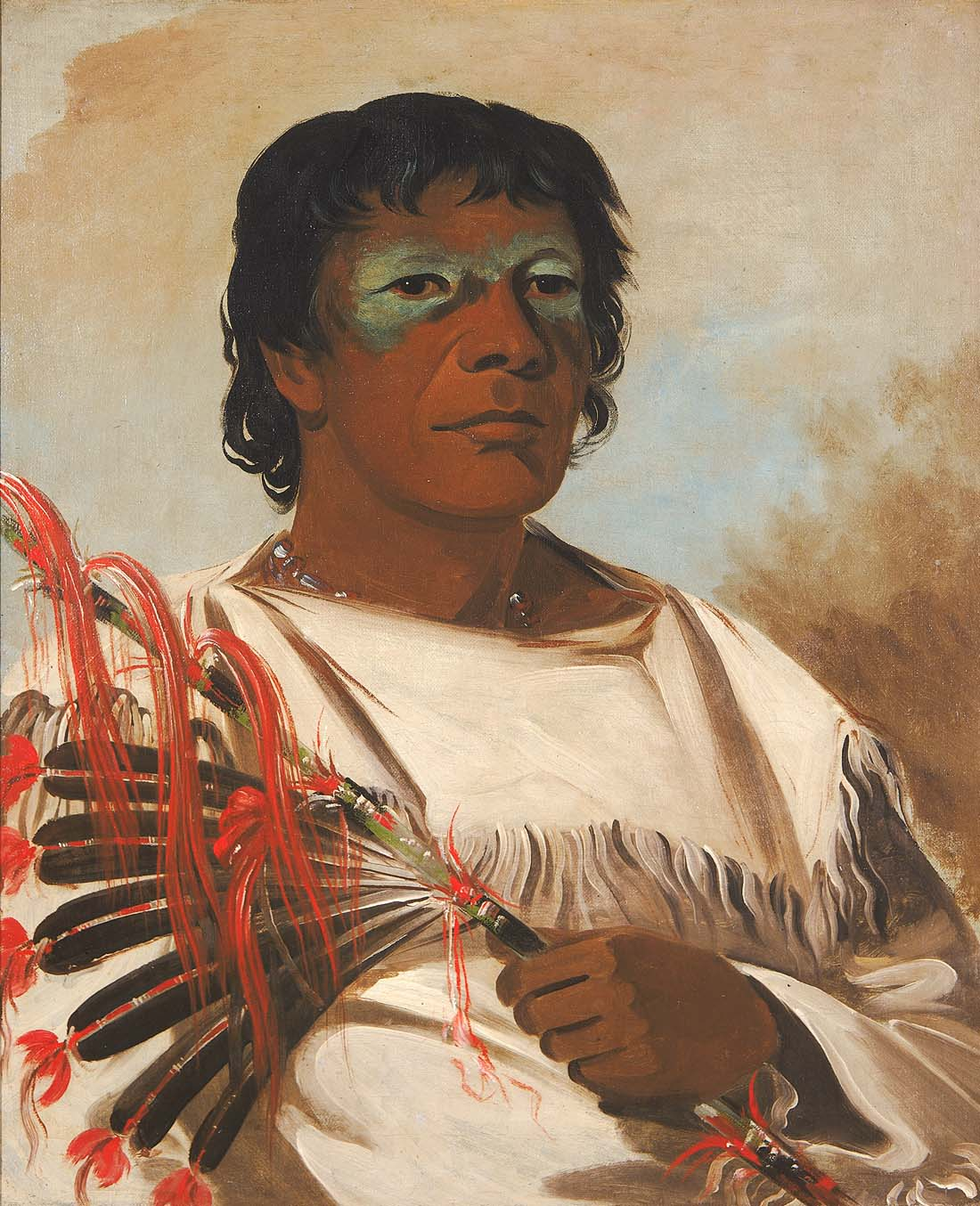
Wabokieshiek (Gemälde von George Catlin, 1832)
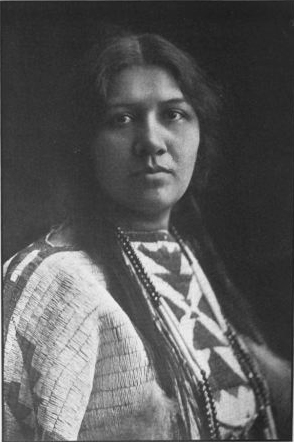
Angel De Cora
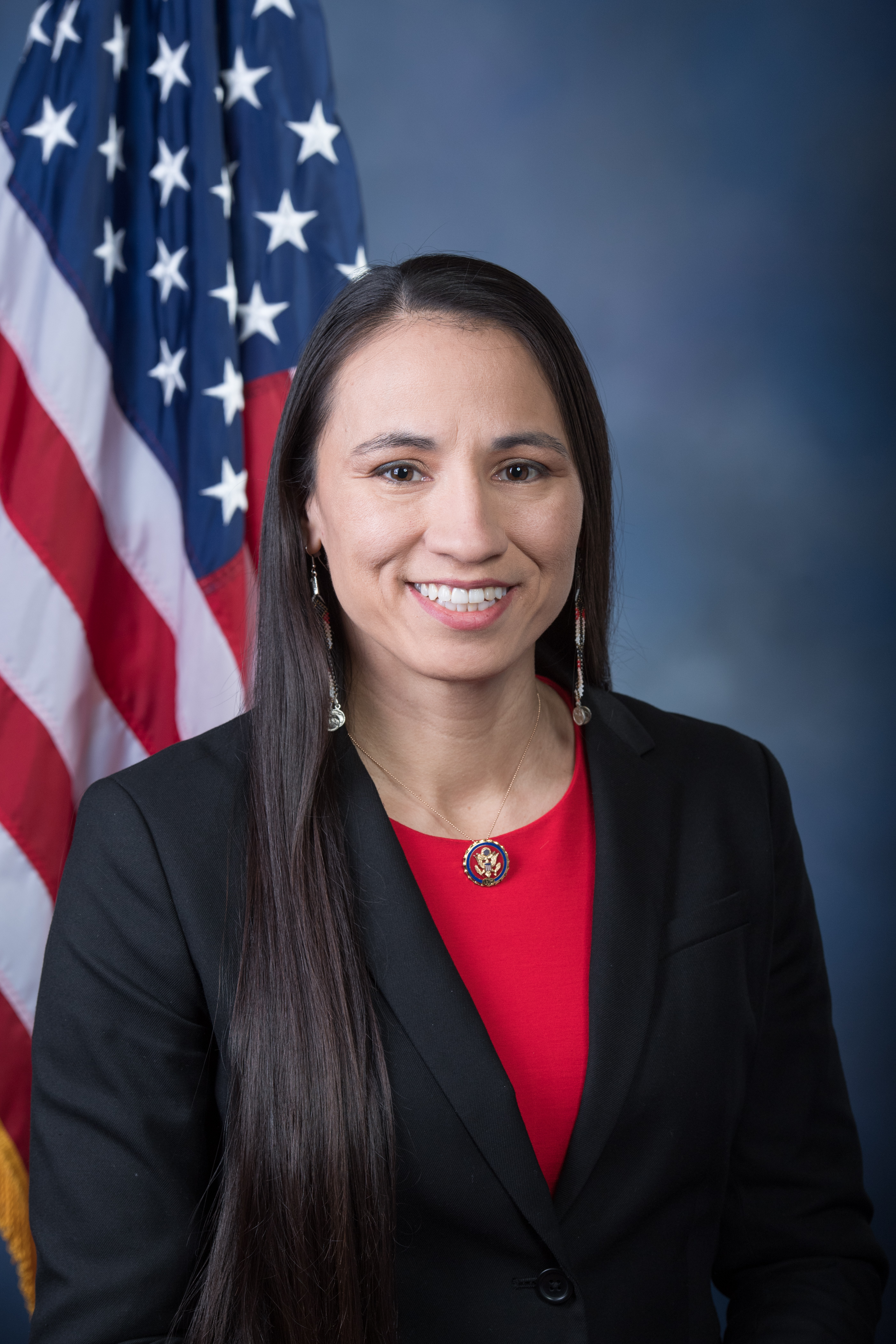
Sharice Lynnette Davids, Politikerin, 2019
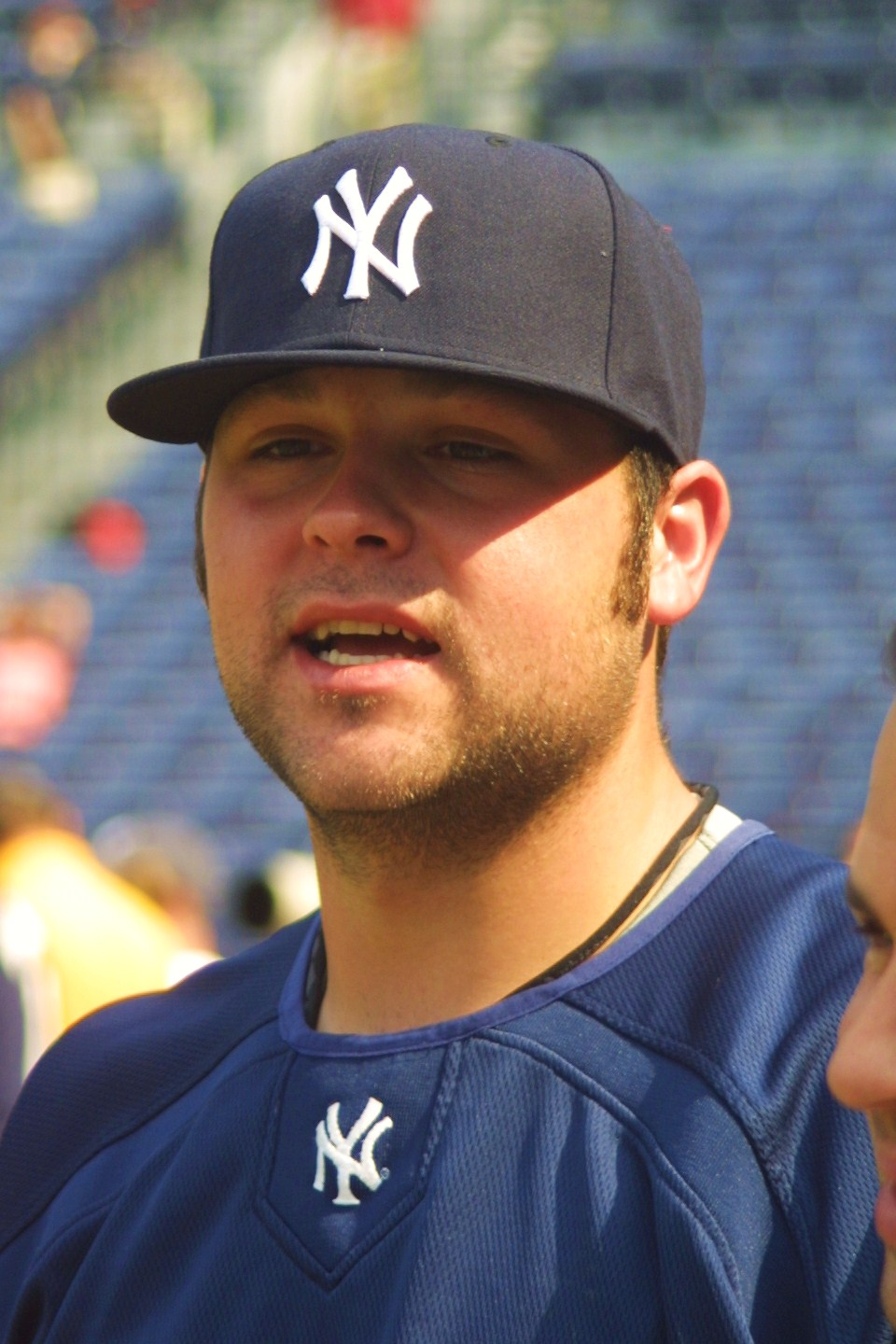
Joba Chamberlain, 2009
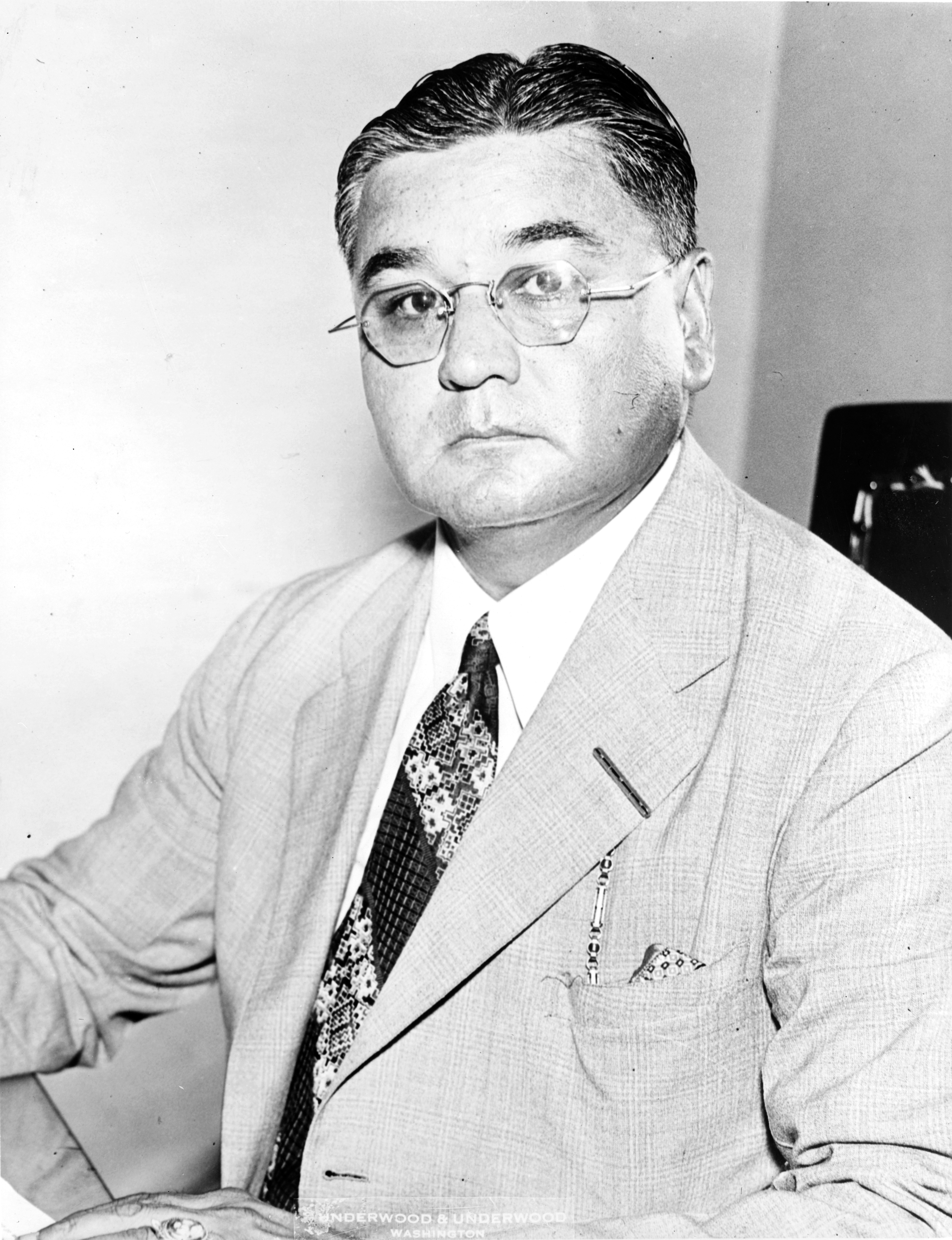
Henry Roe Cloud, 1931
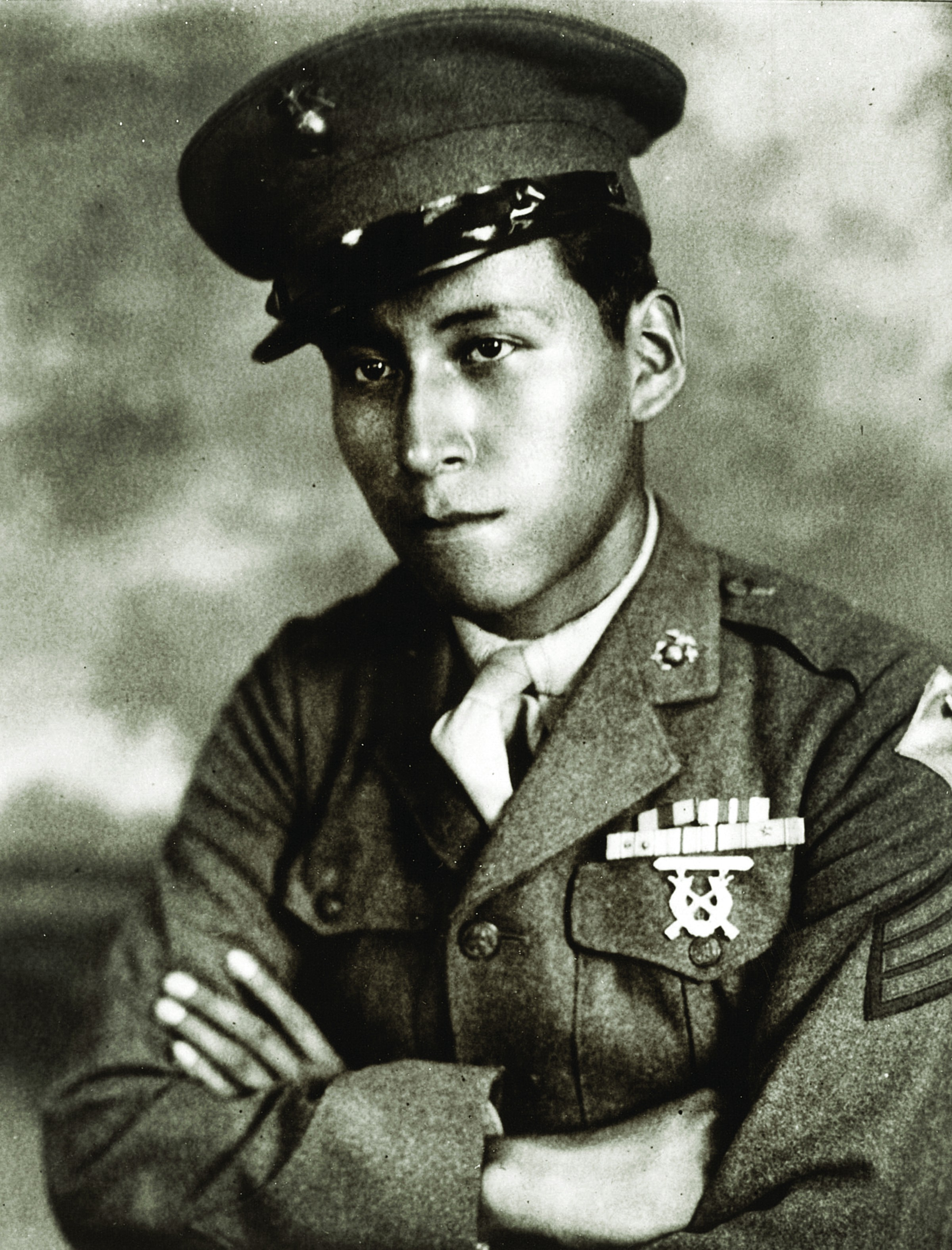
Mitchell Red Cloud Jr., o. J.
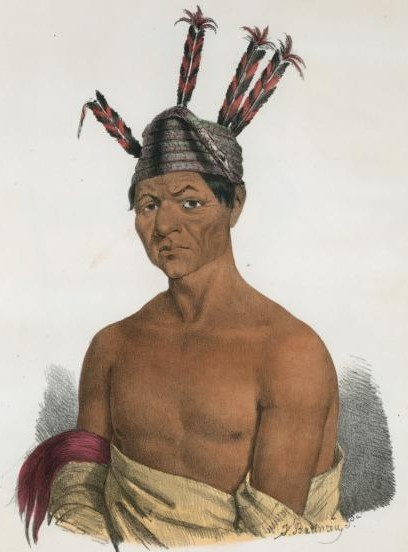
Waukon Decorah, 1825
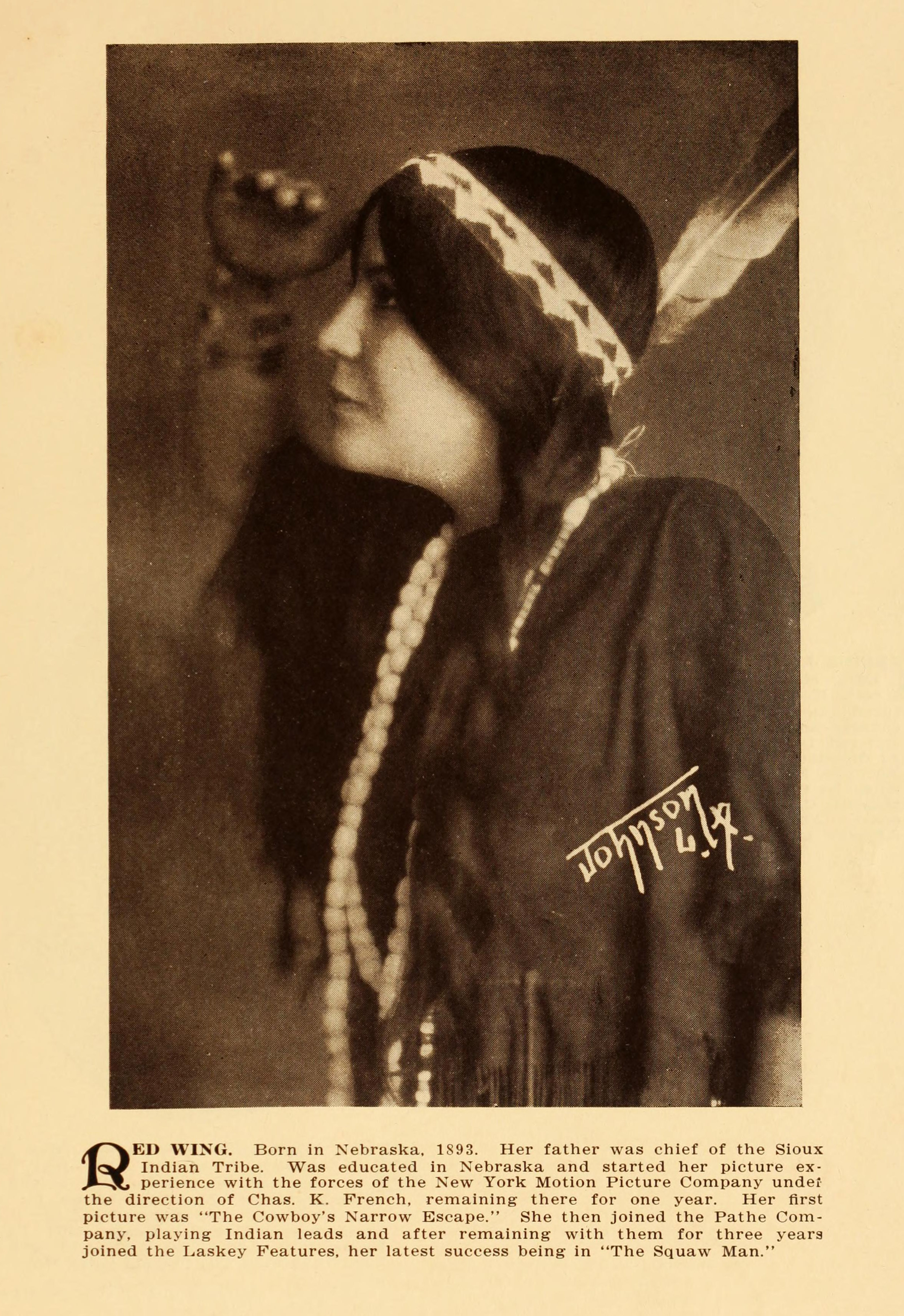
Red Wing, 1914